# Classe Aetna
La classe Aetna fu una classe di batterie galleggianti della Royal Navy, in servizio dal 1855 al 1873. La classe ricalcava le linee della classe Dévastation in servizio nella Marine nationale, e anch'essa fu costruita durante la guerra di Crimea con lo scopo di attaccare le fortificazioni costiere russe, ma al contrario delle sorelle francesi, le batterie britanniche furono completate troppo tardi per prendere parte al conflitto. La capoclasse, la Aetna, rimase distrutta in un incendio e il suo nome acquisito dalla Aetna, ultima batteria della classe ad essere ordinata. Le altre batterie della classe furono la Meteor, la Thunder, la Glatton e la Trusty.

## Storia del progetto
L'imperatore Napoleone III avviò la progettazione di batterie galleggianti a vapore per la Marina nationale. L'idea iniziale era quella di proteggere i fianchi delle imbarcazioni con scatole riempite di palle di cannone, ma l'ingegnere britannico Thomas Lloyd suggerì di utilizzare lastre di ferro battuto. Prove effettuate a Vincennes dimostrarono la maggiore efficacia della soluzione proposta da Lloyd, che fu così adottata.
Napoleone III voleva dieci batterie galleggianti da impiegare nella campagna del 1855, ma l'industria francese poteva costruirne solo cinque nei tempi previsti, così che i francese invitarono gli alleati britannici a costruire le restanti cinque.
Il primo lord dell'ammiragliato, sir James Graham, scambiò il progetto con quello delle vecchie fregate con scafo in ferro (prive di corazzatura) costruite tra gli anni trenta e quaranta e che si rivelarono un insuccesso. Graham chiese quindi ulteriori test, e le batterie galleggianti britanniche non furono ordinate prima del 4 ottobre 1854.
I test richiesti da Graham furono effettuati infine nel settembre 1856.

## Caratteristiche tecniche

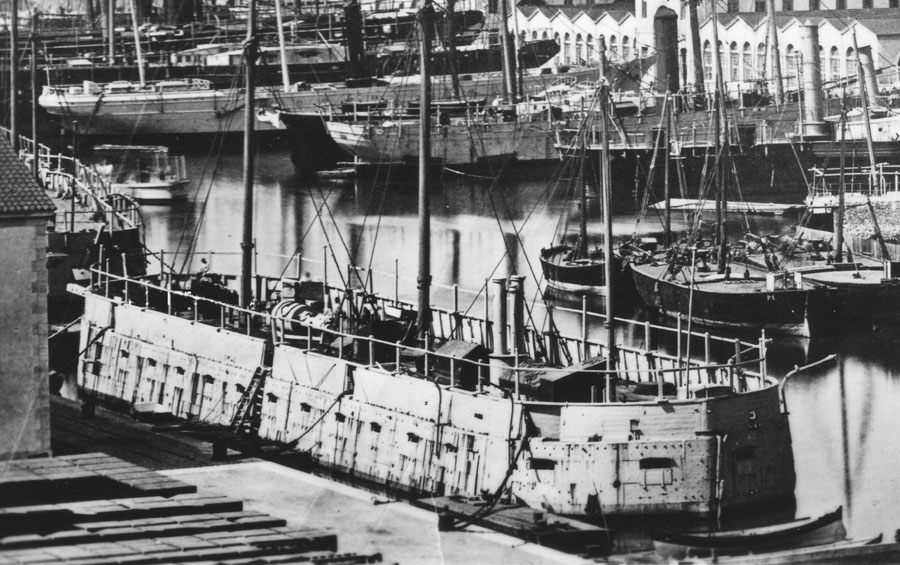
Una batteria galleggiante classe Dévastation, la Lave

La classe Aetna era una copia della francese classe Dévastation. Le batterie francesi erano dotate di 24 aperture cannoni, nonostante ciò imbarcavano solo 16 pezzi di artiglieria. La classe Aetna era destinata anch'essa a trasportare 16 cannoni, ma le prime quattro imbarcazioni completate ne avevano solo 14, per limitare il pescaggio a 2.64 m Il progetto dell'Ammiragliato riportava 32 aperture per cannoni. Tali aperture, molto grandi, misuravano 0,86 per 1,02 m.
Lo scafo in legno della classe Aetna aveva i lati verticali e dritti, un fondo piatto e poppa e prua ampie ed arrotondate. La corazzatura aveva uno spesso nominale di 100 mm, ma in diversi casi scendeva fino a 6,35-12,7 mm. Le placche della corazzatura erano collegate l'una con l'altra con giunzioni maschio-femmina. La corazzatura in ferro era supportata da uno strato di 510 mm in legno di rovere. Il ponte, in legno, era spesso 230 mm.  Le due torri di comando erano protette da piastre di ferro battuto spesse 16 mm.
Nell'ottobre 1858 furono effettuati test con artiglieria contro una batteria classe Aetna, la Meteor, e una della nuova classe Erebus, dotata di scafo in ferro. Le prove dimostrarono l'importanza del supporto in legno per la corazzatura, la Meteor dimostrò infatti una resistenza di gran lunga migliore della batteria classe Erebus, i cui telai si staccarono a seguito dei colpi subiti.

### Propulsione
Le prime quattro batterie classe Aetna erano equipaggiate con un motore a vapore a due cilindri orizzontali (corsa x alesaggio: 0,61 x 0,65 m) a singola espansione, alimentato da vapore a 62 psi. Tale propulsore, accreditato di 150 nHP, azionava una singola elica. La Meteor fu successivamente modificata e dotata di tre eliche. Le prove in questa configurazione furono effettuate appena 12 giorni dopo le prime ed uniche prove condotte con l'elica singola. Il moto dall'albero principale ai due laterali, a cui erano fissate le due eliche aggiuntive, era trasmesso probabilmente a cinghia, il metodo più comunemente utilizzato a quel tempo. Non è chiaro se oltre alla Meteor altre batterie della classe adottarono tre eliche.
Durante le prove con un'elica singola di 1,8 m di diametro e 3,81 m di passo, la Meteor raggiunse i 5,7 nodi (10,6 km/h) a 139 giri, con la valvola di sicurezza calibrata a 60 psi. La potenza del motore fu misurata in 530 iHP (400 kW). Nelle prove con tre eliche, la Meteor raggiunse i 5,25 nodi (9,72 km/h) a 139 giri. La potenza misurata fu di 498 iHP (371 kW). Le due eliche aggiuntive avevano un diametro di 1,8 m ed un passo di 2,29 m.
La seconda Aetna era dotata di un motore a vapore sempre a due cilindri orizzontali a singola espansione, ma con misure leggermente maggiori: 0,69 di alesaggio e 0,76 m di corsa. La potenza nominale era di 200 nHP. Le caldaie impiegate erano quelle recuperate dai resti della prima Aetna, rimasta distrutta da un incendio mentre era ancora in costruzione.

## Unità
| Nome                          | a) Costruttore dello scafo b) Produttore principale del motore  | Ordinata         | Impostata        | Varata         | Completata                                                      | Costo iniziale                                                  | Costo iniziale                                                  | Costo iniziale                                                  | Costo totale iniziale                                           |
| Nome                          | a) Costruttore dello scafo b) Produttore principale del motore  | Ordinata         | Impostata        | Varata         | Completata                                                      | Scafo                                                           | Propulsione                                                     | Completamento                                                   | Costo totale iniziale                                           |
| ----------------------------- | --------------------------------------------------------------- | ---------------- | ---------------- | -------------- | --------------------------------------------------------------- | --------------------------------------------------------------- | --------------------------------------------------------------- | --------------------------------------------------------------- | --------------------------------------------------------------- |
| classe Aetna                  |                                                                 |                  |                  |                |                                                                 |                                                                 |                                                                 |                                                                 |                                                                 |
| Aetna (i)                     | (a) J Scott Russell, Millwall (b) J Scott Russell               | 4 ottobre 1854   | 9 ottobre 1854   | 3 maggio 1855  | Mai consegnata, distrutta da un incendio durante la costruzione | Mai consegnata, distrutta da un incendio durante la costruzione | Mai consegnata, distrutta da un incendio durante la costruzione | Mai consegnata, distrutta da un incendio durante la costruzione | Mai consegnata, distrutta da un incendio durante la costruzione |
| Meteor                        | (a) CJ Mare & Co, Limehouse (b) Maudslay, Sons & Field          | 4 ottobre 1854   | 9 ottobre 1854   | 17 aprile 1855 | 4 luglio 1855                                                   | £43,799                                                         | £10,123                                                         | £7,468                                                          | £61,390                                                         |
| Thunder                       | (a) CJ Mare & Co, Limehouse (b) Miller, Ravenshill & Co         | 4 ottobre 1854   | 9 ottobre 1854   | 17 aprile 1855 | 21 luglio 1855                                                  | £43,784                                                         | £10,343                                                         | £8,210                                                          | £62,337                                                         |
| classe Aetna (versione larga) |                                                                 |                  |                  |                |                                                                 |                                                                 |                                                                 |                                                                 |                                                                 |
| Glatton                       | (a) R & H Green, Limehouse (no 314) (b) Miller, Ravenshill & Co | 4 ottobre 1854   | 9 ottobre 1854   | 18 aprile 1855 | 3 agosto 1855                                                   | £43,479                                                         | £11,244                                                         | £5,858                                                          | £60,581                                                         |
| Trusty                        | (a) R & H Green, Limehouse (no 315) (b) Miller, Ravenshill & Co | 4 ottobre 1854   | 9 ottobre 1854   | 3 maggio 1855  | 13 giugno 1855                                                  | £43,491                                                         | £10,446                                                         | £10,004                                                         | £63,941                                                         |
| classe Aetna (versione lunga) |                                                                 |                  |                  |                |                                                                 |                                                                 |                                                                 |                                                                 |                                                                 |
| Aetna (ii)                    | (a) Chatham Dockyard (b) Maudslay, Sons & Field                 | 16 novembre 1855 | 25 novembre 1855 | 5 aprile 1856  | 1866                                                            | £38,357                                                         | £11,000                                                         | £495                                                            | £49,852                                                         |

## Servizio
La prima Aetna avrebbe dovuto essere varata il 5 maggio 1855, ma prese fuoco mentre era ancora in costruzione e scivolò in acqua, "varandosi" così con due giorni d'anticipo, il 3 maggio. I resti furono smembrati sulla riva del fiume. La sua sostituta, la seconda Aetna, fu terminata troppo tardi per prendere parte alla guerra in Crimea. Dal 1866 fece servizio in porto. Nel 1873, a Sheerness, fu distrutta da un incendio. I resti furono definitivamente smantellati nel 1874.
La Meteor e la Glatton furono terminate nel 1855, ma raggiunsero il Mar Nero troppo tardi per poter essere impiegate in azioni belliche. Rimasero comunque di stanza nel Mar Nero per tutto l'inverno. Il piano britannico di impiegare le batterie contro Kronštadt fu vanificato dalla richiesta russa di pace, sfociata nel Trattato di Parigi della primavera 1856. Tornate a casa, assieme alle sorelle Thunder e Trusty presero parte alla grande rivista dell'aprile 1856.
Nell'ottobre 1858 la Meteor fu impiegata in alcune prove di tiro sperimentali. Fu demolita nel 1861.
La Trusty fu utilizzata durante lo studio dei nuovi cannoni Armstrong da 40 e 100 libbre, rispettivamente nel gennaio e nel settembre 1859. Contrariamente alle aspettative, la corazzatura della Trusty resistette sia ai colpi da 40 che da 100 libbre senza riportare gravi danni. Nel 1861 la Trusty fu dotata di una torretta, progettata da Cowper Phipps Coles, con la quale effettuò diversi test, diventando così la prima imbarcazione da guerra ad essere munita di torretta. Sia la Trusty che la Glatton furono demolite nel 1864.